# Aknīste
Aknīste (pronunciationⓘ; tiếng Litva: Aknysta; trước là tiếng Đức: Oknist) là một thị trấn ở Aknīste Municipality, Selonia, nằm phần phía Nam của Latvia, gần biên giới Litva. Thị trấn nằm bên cạnh con sông Dienvidsusēja.